# Paul Four
Paul Four, né le 13 février 1956 à Katoomba (Australie), est un pentathlonien français. 

## Biographie
Paul Four est douzième de l'épreuve individuelle et cinquième de l'épreuve par équipe des Jeux olympiques d'été de 1980 se déroulant à Moscou. 
Aux Jeux olympiques d'été de 1984 à Los Angeles, il se classe à la 6e place de l'épreuve individuelle et remporte la médaille de bronze de l'épreuve par équipe.